# Benjamin Bathurst (diplomate)
Pour les articles homonymes, voir Benjamin Bathurst et Bathurst.
Benjamin Bathurst, né le 18 mars 1784 et supposé mort le 25 novembre 1809, est un diplomate britannique qui disparut de façon mystérieuse sur le territoire de Prusse durant les guerres napoléoniennes.
Le diplomate disparut dans la journée du 25 novembre 1809, probablement à la suite d'un assassinat dont les raisons peuvent être multiples (d'ordre crapuleux ou politique) mais qui ont suscité de nombreux débats et spéculations sur son sort, en particulier en raison d'une croyance répandue selon laquelle son absence soudaine serait liée à un cas de disparition possiblement surnaturelle. Comme dans le cas d'Amelia Earhart, ces allégations ont entraîné de nombreuses hypothèses jusque dans le domaine de la littérature de la science-fiction anglo-saxonne avec la publication d'un certain nombre d'ouvrages y faisant référence.

## Carrière

### Jeunesse
Benjamin Bathurst entra très jeune au service diplomatique de la Couronne et fut promu au poste de secrétaire de la légation britannique à Livourne. En 1805, il épousa Phillida Call, fille de Sir John Call (en), propriétaire terrien et baronnet de Cornouailles.

### Mission
En 1809, Bathurst fut détaché à Vienne en tant qu'envoyé par son parent Henry Bathurst, secrétaire pro tempore des Affaires étrangères. Sa mission était d'aider à la reconstruction de l'alliance entre le Royaume-Uni et l'Autriche et d'essayer d'inciter l'empereur autrichien François Ier à déclarer la guerre à la France, ce que ce dernier fit en avril.
Cependant, les Autrichiens furent contraints d'abandonner Vienne aux forces françaises et demandèrent finalement la paix après avoir été durement vaincus par les Français à la bataille de Wagram en juillet 1809. Bathurst fut rapidement rappelé à Londres et décida que la route la plus sûre était de voyager vers le nord et de prendre le bateau depuis Hambourg, en Prusse.

### Disparition
Le 25 novembre 1809, Bathurst et son courrier d'ambassade Herr Krause, qui voyageaient en chaise sous les pseudonymes respectifs de « Baron de Koch » et « Fischer », accompagnés du valet suisse de Bathurst, dénommé Ibert, s'arrêtèrent dans la ville de Perleberg, petite ville fortifiée prussienne située à mi-chemin entre Hambourg et Berlin. Ils avaient été contraints de quitter Vienne, puis Buda après la victoire des troupes françaises à Wagram le 6 juillet de la même année.
Après avoir commandé des chevaux frais au relais de poste, Bathurst et Krause se rendirent à une auberge voisine, « Zum weissen Schwann (Au cygne blanc) » puis, après avoir dîné avec Krause, Bathurst aurait passé plusieurs heures à écrire dans une petite pièce réservée pour lui à l'auberge. Le départ des voyageurs fut retardé et ce ne fut qu'à 21 h qu'on leur annonça que les chevaux allaient être attelés à leur voiture. Bathurst quitta immédiatement sa chambre, suivi peu de temps après par Krause, qui fut surpris de constater que Bathurst n'était pas dans la chaise, et qu'il était en effet introuvable.

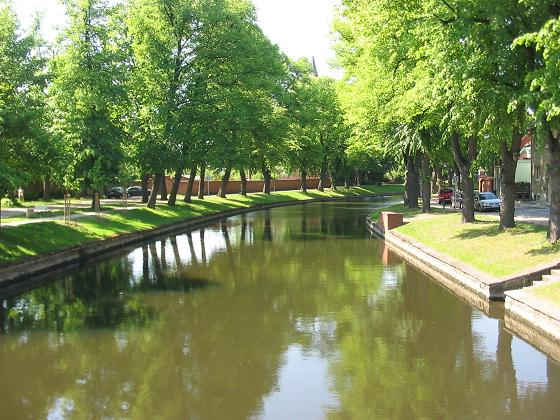
Le commandant militaire de Perleberg fit draguer la Stepenitz, rivière qui traverse la ville afin de retrouver, sans succès, le corps de Benjamin Bathurst.

Selon le témoignage du troisième homme du groupe, le valet suisse de Bathurst, « il (Barthurst) serait sorti de l'auberge, sans précaution, avec sa montre ainsi que sa bourse, contenant une somme considérable d’argent. Une ou deux personnes furent suspectées d’avoir saisi l’occasion pour le bousculer, puis le détrousser et s'en débarrasser ». Sitôt informé de la disparition de Bathurst, le commandant prussien de la place, dénommé Klitzing, mobilisa ses hommes et fit procéder à une recherche approfondie, supposant que cette disparition n'était pas accidentelle. Le 26 novembre, il fit draguer la Stepenitz, rivière qui traverse la ville, et des agents civils effectuèrent une deuxième recherche dans le village. Ses vêtements, dont son manteau de fourrure (peut-être volé avant sa disparition) et son pantalon (troué par des balles mais sans qu'il fût porté car il n'y avait aucune trace de sang) furent retrouvés, mais pas son corps.
La disparition de Bathurst ne suscita pas beaucoup d'émotion à l'époque, car le pays était infesté de bandits, de traînards de l'armée de Napoléon et de révolutionnaires allemands. De plus, les meurtres et les vols étaient si courants que la perte d'un voyageur de commerce (déguisement sous lequel Bathurst voyageait) fut à peine remarquée, d'autant plus qu'à l'époque il n'y avait pratiquement aucune autorité légale en Prusse. La nouvelle de la disparition n'atteignit pas Londres pendant quelques semaines, jusqu'à ce que Krause réussît à atteindre Hambourg et à prendre le bateau pour l'Angleterre. En décembre, le père de Bathurst, Henry Bathurst, l'évêque de Norwich, reçut une convocation du ministre des Affaires étrangères Richard Wellesley pour venir le rencontrer à Apsley House, où Wellesley l'informa de la disparition de son fils.
En janvier 1810, la presse britannique et française prit connaissance de la disparition de Bathurst et commença à l'évoquer. Le Times publia le même mois un article qui parut par la suite dans d'autres journaux britanniques. Le gouvernement français, inquiété par l'accusation faite par la presse de Londres d'être à l'origine de l'enlèvement ou de l'assassinat du diplomate britannique, répondit par le truchement de son journal officiel, Le Moniteur universel.

## Famille
Benjamin Bathurst est le troisième fils d'Henry Bathurst, évêque de Norwich, et le petit-fils de Benjamin Bathurst, membre de la Chambre des communes durant 54 ans. 
Son frère aîné est Henry Bathurst, membre du New College d'Oxford, chancelier de l'église de Norwich en 1805. Un de ses frères est le lieutenant-général Sir James Bathurst (en), aide de camp du duc de Wellington au Portugal durant les guerres napoléoniennes. Il a également quatre sœurs dont une est la poétesse Caroline de Crespigny (en) (1797-1861) et qui fut durant de nombreuses années une proche confidente du cousin et biographe de Shelley Thomas Medwin.

## Hypothèse surnaturelle sur la disparition de de Benjamin Barthust
Le cas supposé mystérieux, voire « inquiétant » ou « inexplicable » de la disparition de ce diplomate a entraîné des supputations sans véritables preuves mais qui n'ont pas empêché son évocation dans divers thèmes bien connus des amateurs de ce genre d'énigme, tels que les voyages dans le temps, le passage dans un monde parallèle, etc.

## Évocation de Benjamin Barthust dans la science-fiction

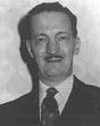
H. Beam Piper est un des premiers auteurs à évoquer la disparition de Benjamin Barthust dans un récit de science-fiction.

- La nouvelle (uchronie) de science-fiction L'Homme qui apparut de H. Beam Piper (parue en 1948 sous le titre He Walked Around the Horses dans le n° 209 de Astounding Science-Fiction et publiée en France dans la collection La Grande Anthologie de la science-fiction, Histoires de la quatrième dimension, puis sous le titre : À l'instant où il contourna les chevaux… dans Orbites, no 3, septembre 1982) est organisée autour de Benjamin Barthust qui réapparaît dans un monde parallèle où ni la Révolution française ni l'empire napoléonien n'ont jamais existé[10].
- Dans le roman de science-fiction Guerre aux invisibles (Sinister Barrier), éd. Denoël, coll. Présence du futur no 132, paru dans Le Rayon Fantastique no 10, 1952. Au cours de ce récit Benjamin Bathurst est mentionné comme une des premières victimes des Vitons, des créatures télépathiques invisibles qui gouvernent l'humanité.
- Dans la nouvelle Un jouet pour Juliette (A Toy for Juliette) de Robert Bloch mentionne Bathurst comme étant transporté dans un futur lointain où il sert à satisfaire les plaisirs cruels du personnage principal de l'histoire, Juliette.
- Dans le court roman Time Echo de Lionel Roberts (un pseudonyme de Lionel Fanthorpe (en)) transporte accidentellement Bathurst dans un temps futur où sa haine de Napoléon le fait rejoindre des conspirateurs cherchant à renverser un futur conquérant et tyran cruel.
- Les maîtres du labyrinthe d'Avram Davidson ont Bathurst comme l'un d'un groupe restreint d'humains (et d'autres êtres sensibles) qui avaient pénétré au centre d'un mystérieux « labyrinthe » traversant tout l'espace et le temps. Là, il demeure dans le repos éternel, en compagnie du biblique Enoch, des rois chinois Wen et Lao Tze, du grec Apollonius de Tyane et de divers autres sages du passé et du futur, dont certains martiens.
- Dans Into the Alternate Universe de A. Bertram Chandler, le vaisseau spatial des protagonistes tombe accidentellement dans « une fissure entre les univers », un vide sans aucune matière sauf des personnes (et d'autres êtres) qui y étaient tombés plus tôt, et qui (à moins qu'en un vaisseau spatial) étouffé instantanément. Entre autres, ils voient le corps flottant à jamais d'un homme vêtu de vêtements de la classe supérieure du XIXe siècle, qui semble être Bathurst.
- La disparition de Bathurst est également mentionnée au passage dans le roman court de Robert A. Heinlein En quelque temps, le roman court de Murray Leinster The Other World, le roman de Poul Anderson Operation Chaosa, Michael F. Flynn The Forest of Time, la série Guardians of the Flame de Joel Rosenberg, la série TimeWars de Simon Hawke, le roman Dante's Equation de Jane Jensen[11], Changewinds Trilogy de Jack L. Chalker, et au début du chapitre du 7 novembre d'Anthony Boucher roman policier de 1942 Rocket to the Morgue
- Dans la nouvelle de Kim Newman The Gypsies in the Wood, il est mentionné que le Diogène Club a enquêté sur sa disparition.
- Dans The Lurker at the Threshold (1945), un court roman d'horreur d'August Derleth et HP Lovecraft, la disparition de Bathurst et d'autres est mentionnée au passage, ainsi que les phénomènes fortéens, vers la fin.
- Dans la nouvelle de 1992 de Harlan Ellison L'homme qui ramait Christophe Colomb à terre (The Man Who Rowed Christopher Columbus Ashore), le protagoniste Levendis détruit avec désinvolture toutes les preuves restantes expliquant les disparitions de Bathurst, Amelia Earhart, Jimmy Hoffa et Ambrose Bierce, et place leurs os de manière anonyme dans une « exposition des premiers artefacts américains ». L'histoire a été sélectionnée pour figurer dans l'édition 1993 de The Best American Short Stories[12] .
- Sa disparition est succinctement évoquée dans le roman de Kim Newman Moriarty Le Chien des d'Urberville paru en 2015[13].